# جوناگاد
شهر جوناگاد (به انگلیسی: Junagadh) با جمعیت ۳۲۰٬۲۵۰ (در سال ۲۰۱۱) نفر در ایالت گجرات در کشور هند واقع شده‌است.

## نگارخانه

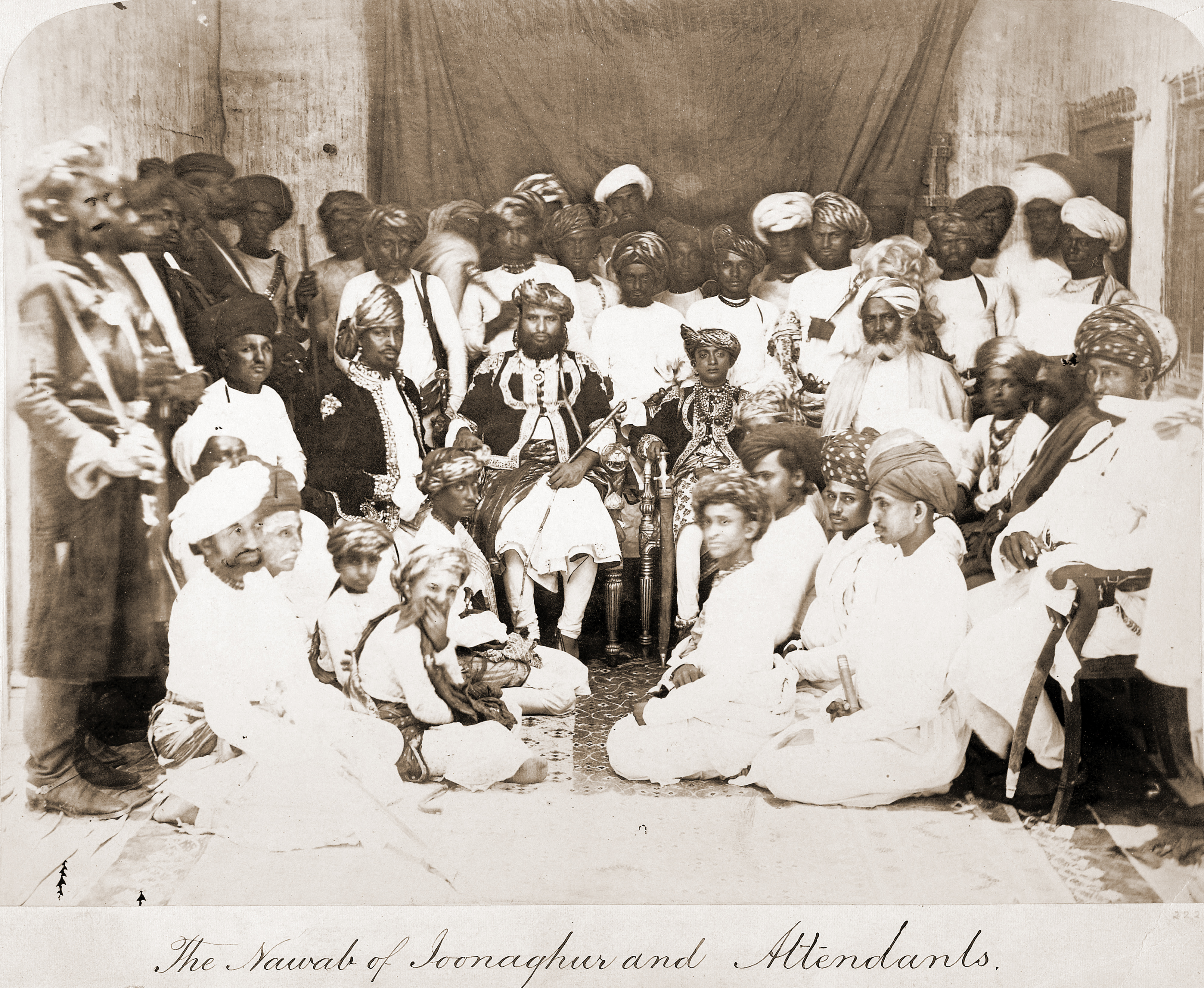
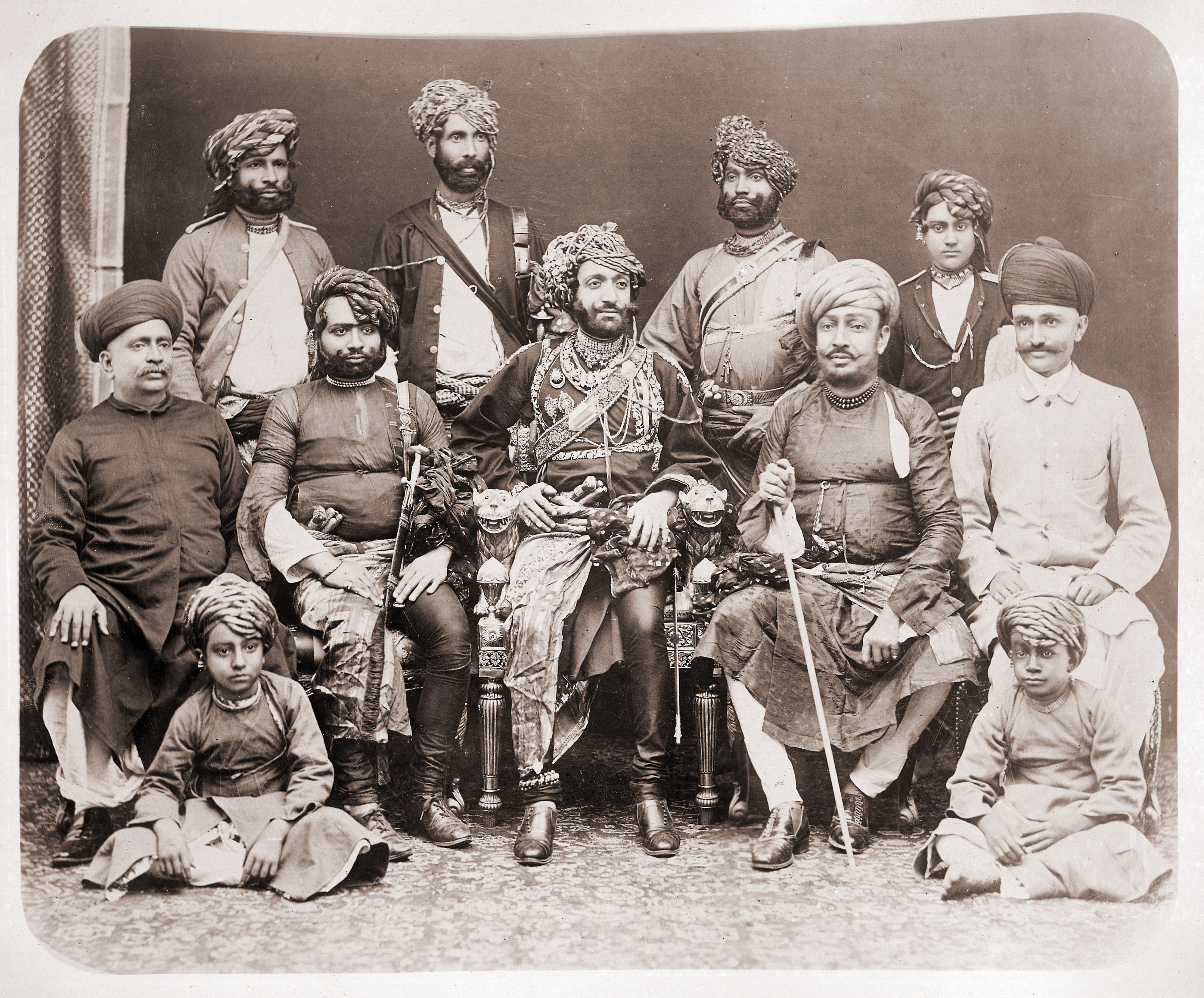
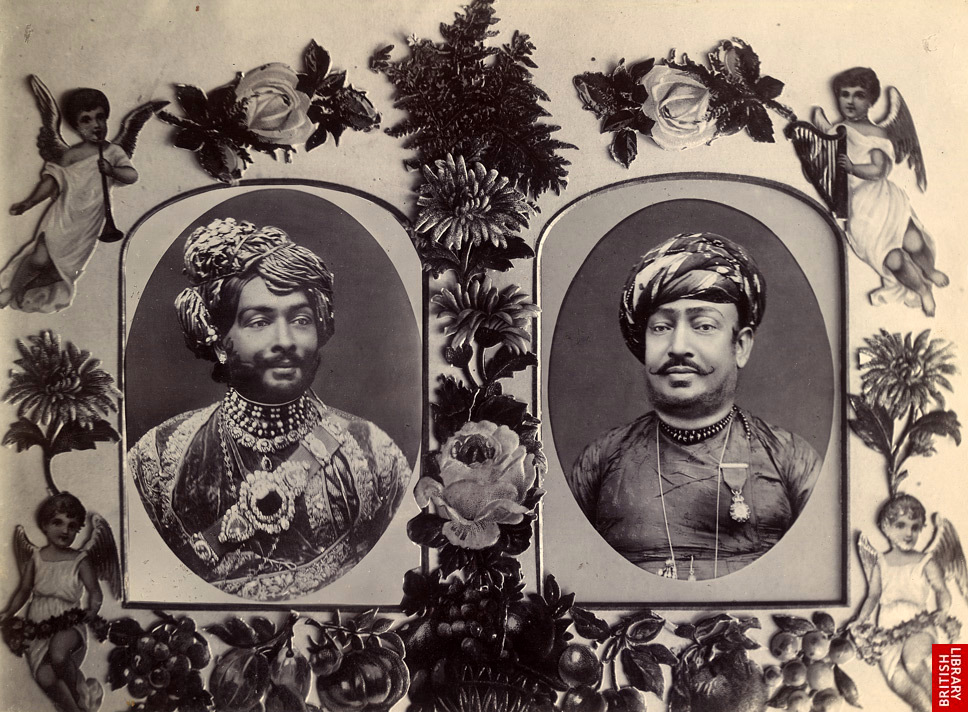